# Wilfred Baddeley
Wilfred Baddeley (Bromley, 11 de janeiro de 1872 — Menton, 24 de janeiro de 1929) foi um tenista inglês. Chegou a seis finais seguidas do Torneio de Wimbledon, tendo vencido três delas, sendo esses os únicos títulos de Grand Slam de tênis dele.
Fez grandes jogos com o compatriota Joshua Pim, tendo feito quatro finais seguidas de Wimbledon com o adversário, com duas vitórias para cada lado.

## Finais de Grand Slam

### Vitórias (3)
| Ano  | Torneio   | Adversário        | Resultado           |
| 1891 | Wimbledon | Joshua Pim        | 6-4 1-6 7-5 6-0     |
| 1892 | Wimbledon | Joshua Pim        | 4-6 6-3 6-3 6-2     |
| 1895 | Wimbledon | Wilberforce Eaves | 4-6 2-6 8-6 6-2 6-3 |

### Vice-Campeão (3)
| Ano  | Torneio   | Advesário na final | Resultado           |
| 1893 | Wimbledon | Joshua Pim         | 3-6 6-1 6-3 6-2     |
| 1894 | Wimbledon | Joshua Pim         | 10-8 6-2 8-6        |
| 1896 | Wimbledon | Harold Mahoney     | 6-2 6-8 5-7 8-6 6-3 |